# Quesnoy-le-Montant
Quesnoy-le-Montant är en kommun i departementet Somme i regionen Hauts-de-France i norra Frankrike. Kommunen ligger i kantonen Moyenneville som tillhör arrondissementet Abbeville. År 2022 hade Quesnoy-le-Montant 525 invånare.

## Befolkningsutveckling
Antalet invånare i kommunen Quesnoy-le-Montant
| Referens: INSEE |